# Марія Тереза Ледуховська
Марія Тереза Ледуховська (нім. Maria Theresia Ledóchowska, 29 квітня 1863, Лосдорф, Австрійська імперія — 06 липня 1922, Рим, Королівство Італіїя) — блаженна римо-католицької церкви, засновниця чернечого місійного згромадження "Сестри святого Пітера Кравеля", журналістка, видавниця та благодійниця. Активно виступала проти рабства та работоргівлі у Африці. Старша сестра св. Уршулі, Влодзімєжа й Ігнація Казімєжа Ледуховських. День пам'яті в РКЦ – 6 липня.

## Біографія

### Ранні роки
Марія Тереза була старшою донькою графа Антонія Августа Ледуховського та його другої дружини Юзефи (до шлюбу Саліс-Зізерс). Народилася в родовому маєтку в Лосдорфі, за 80 км від Відня. Батько належав до спольщеного руського роду Галка-Ледуховських з Волині, деякі з гілок якого після розділу Польщі та утисків з боку російської влади перебралися в Австрійську імперію. Родина відзначалася побожністю. Двоюрідний брат батька Мечислав був кардиналом римо-католицької церкви, мати, графиня Юзефа, виховувала дітей в дусі католицької віри.
У 1873 році після банкрутства банку, родина втратила значну частину статку і була вимушена продати маєток у Лосдорфі та переїхати до орендованого будинку в Санкт-Пельтені, де дівчинка вчилась у католицькій школі сестер Лорето.
З 1876 року після зустрічі з дядьком, кардиналом Мечиславом Ледуховським починає вивчати польську мову і веде з ним листування.
У 1879 році Марія Тереза супроводжує батька у подорожі до Польщі, яку описує у щоденнику під назвою "Моя Польща". Твір вона підписує своїм українським родовим прізвищем Галка і іменем Олександр. У Вільно важко захворіла на тиф.
У 1882 році переїхала з родиною до Польщі.

### Діяльність
У 1885 році Марія Тереза захворіла на віспу. Також захворів і батько, який помер від наслідків хвороби. Ця подія справила велике враження на дівчину. Після одужання вона вирішила зробити щось значне для Бога. Для відновлення здоров'я після хвороби Марія їде на курорт Гмунден, де знайомиться з Алісою, ерцгерцогинею Тосканською, і стає її фрейліною. При дворі герцогині, у Зальцбурзі, Марія Тереза веде світський образ життя, не полишаючи, однак, своєї віри. Вона дає обітницю чистоти, пізніше вступає до 3-го Ордену францисканців, спілкується з монахинями, які працюють на місіях у Африці, знайомиться з творами кардинала Лавігері, який виступає проти рабства і відповідає за євангелізацію Африки.
У 1889 році графиня Ледуховська особисто знайомиться з кардиналом Лавігері. Вона вирішує присвятити себе місіонерській діяльності, боротьбі проти рабства та важкого становища жінок в Африці. Марія Тереза створює комітети по боротьбі з рабством у Відні, Кракові, Зальцбурзі, Санкт-Пельтені, залучає кошти для роботи місіонерів, пише статті у розділі "Ехо Африки" і роман "Заїда", в якому описує жахливі наслідки рабства, особливо для жінок.
Страждаючи від туберкульозу, сама не могла здійснювати місіонерську діяльність, тому всі сили віддавала організаційній та фінансовій підтримці місіонерства в Африці.
З листопада 1889 року графиня Ледуховська розпочала випуск журналу "Ехо з Африки".
У 1891 році залишає двір герцогині Аліси Тосканської і заглиблюється в журналістику та благодійність. Марія Тереза поселяється в спільноті Сестер Милосердя св. Вінсента де Поля. Живе дуже скромно, отримуючи допомогу від імператриці Єлизавети Баварської.
У 1894 році Марія Тереза з благословення папи Лева XIII заснувала Содальність св. Петра Клавера для африканських місій.
Крім журналу "Ехо з Африки", разом із соратницями випускає кілька видань просвітницько-релігійного характеру для збору коштів на утримання євангелізаційних місій.
У 1897 р. затверджується нове згромадження "Місійних сестер св. Петра Клавера", яке має визначення: підтримувати місіонерів в Африці економічно та духовно, молитвою та євхаристійною адорацією. 8 вересня 1897 року Марія Тереза приносить обітницю як сестра-місіонерка. Вона подорожує всією Європою, засновуючи нові доми Згромадження, збираючи кошти на підтримку євангелізації, видаючи Біблію та інші християнські книги африканськими мовами.
У 1910 році Згромадження отримує схвалення Святого Престолу.
У своїх виступах та лекціях закликала припинити поневолення африканців і більше уваги приділяти місіонерству. «Або Африка стане християнською — завдяки місіонерам — або вона стане жертвою мусульманства».
Померла 6 липня 1922 року після важкої хвороби.

## Вшанування

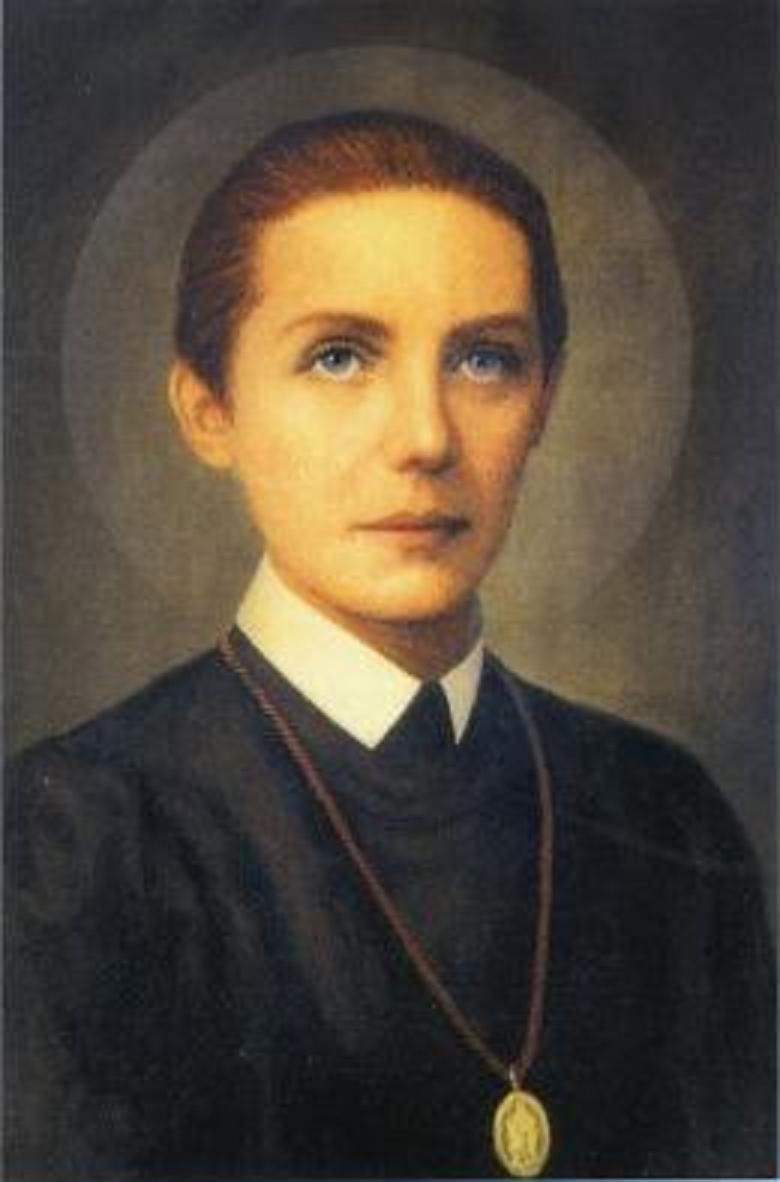
Ікона блаженної Марії Терези Ледуховської

Заслуги графині Марії Терези Ледуховської високо цінувалися її сучасниками. Її називали «Мати африканських місій».
Беатифікована папою Павлом VI у 1975 році. Для беатифікації необхідні були два чуда, які були здійснені по заступництву Марії Терези. Спеціальна комісія вибрала два випадки зцілення, у 1930 та 1936 році, які не могли бути пояснені медиками.
19 жовтня 1975 року була проведена урочиста церемонія беатифікації, на який були присутні члени роду Ледуховських. Під час урочистостей виникла суперечка щодо національної приналежності Марії Терези: полька вона чи австрійка. На що, за свідченнями Влодзімєжа Ледуховського, кардинал Йосип Сліпий сказав: «Чому ви сперечаєтеся через тітку, ви, Ледуховські, не австрійці й не поляки, а просто українці».
У 2022 році в Австрії вийшов документальний фільм про Марію Терезу Ледуховську.
Згромадження "Сестри св.Петра Клавера" за час існування надрукували більш ніж 12 мільйонів книг 263 африканськими мовами.